# We Will Rock You (single)
We Will Rock You is een van de beroemdste werken van de Engelse rockband Queen, geschreven door de gitarist Brian May. De compositie heeft de liedvorm. Het lied is afkomstig van het album News of The World (1977) en staat ook op het verzamelalbum Greatest Hits (1981).

## De single
De originele single-uitgave van het nummer, in 1977, betrof een dubbele A-kant met We Are the Champions. Deze single behaalde wereldwijd succes. In Nederland bereikte de single de tweede plaats in de Top 40 en de Nationale Hitparade. Beide nummers zijn nog immer populair bij grote sportevenementen.
Tijdens liveoptredens van Queen werd We Will Rock You vaak als afsluiter gespeeld samen met We Are the Champions en God Save the Queen. Ook is een aantal concerten geopend met een hardrockversie van het nummer. Tijdens het EK voetbal in 1992 en het WK voetbal in 1994 werd in Nederland een live-versie van We Will Rock You/We Are the Champions uitgebracht.

## Verschillende versies
- Op het Freddie Mercury Tribute Concert werd het nummer vertolkt door Axl Rose.
- Ter promotie van de Amerikaanse heruitgave van News of the World uit 1991, heeft Rick Rubin het nummer geremixt. Flea en Chad van de Red Hot Chili Peppers leveren hun bijdrage aan deze remix.
- In 2000 werd het nummer opgenomen door de, op dat moment populaire, boyband 5ive. Brian May en Roger Taylor werkten actief mee aan het nummer en de videoclip.
- Voor de soundtrack van de film A Knight's Tale (2004) heeft Robbie Williams het nummer gecoverd.
- In 2005 is, voor een reclame voor Pepsi-cola, een cover opgenomen door Beyoncé, Britney Spears en Pink. In de videoclip figureren May en Taylor, alsmede Enrique Iglesias.
- In 2012 heeft One Direction het deuntje gebruikt voor het liedje Rock Me op hun album Take me home.
- In 2024 bracht Megan Thee Stallion met Queen een versie uit van het nummer.

## Hitnotering
| "We Are the Champions" in de Nationale Hitparade - binnen: 19-10-1977 | "We Are the Champions" in de Nationale Hitparade - binnen: 19-10-1977 | "We Are the Champions" in de Nationale Hitparade - binnen: 19-10-1977 | "We Are the Champions" in de Nationale Hitparade - binnen: 19-10-1977 | "We Are the Champions" in de Nationale Hitparade - binnen: 19-10-1977 | "We Are the Champions" in de Nationale Hitparade - binnen: 19-10-1977 | "We Are the Champions" in de Nationale Hitparade - binnen: 19-10-1977 | "We Are the Champions" in de Nationale Hitparade - binnen: 19-10-1977 | "We Are the Champions" in de Nationale Hitparade - binnen: 19-10-1977 | "We Are the Champions" in de Nationale Hitparade - binnen: 19-10-1977 | "We Are the Champions" in de Nationale Hitparade - binnen: 19-10-1977 | "We Are the Champions" in de Nationale Hitparade - binnen: 19-10-1977 | "We Are the Champions" in de Nationale Hitparade - binnen: 19-10-1977 | "We Are the Champions" in de Nationale Hitparade - binnen: 19-10-1977 | "We Are the Champions" in de Nationale Hitparade - binnen: 19-10-1977 | binnen: 02-07-1994 | binnen: 02-07-1994 | binnen: 02-07-1994 | binnen: 02-07-1994 | binnen: 02-07-1994 | binnen: 10-07-2010 | binnen: 10-07-2010 | binnen: 10-07-2010 |
| Week                                                                  | 1                                                                     | 2                                                                     | 3                                                                     | 4                                                                     | 5                                                                     | 6                                                                     | 7                                                                     | 8                                                                     | 9                                                                     | 10                                                                    | 11                                                                    | 12                                                                    | 13                                                                    |                                                                       | 14                 | 15                 | 16                 | 17                 |                    | 18                 | 19                 |                    |
| --------------------------------------------------------------------- | --------------------------------------------------------------------- | --------------------------------------------------------------------- | --------------------------------------------------------------------- | --------------------------------------------------------------------- | --------------------------------------------------------------------- | --------------------------------------------------------------------- | --------------------------------------------------------------------- | --------------------------------------------------------------------- | --------------------------------------------------------------------- | --------------------------------------------------------------------- | --------------------------------------------------------------------- | --------------------------------------------------------------------- | --------------------------------------------------------------------- | --------------------------------------------------------------------- | ------------------ | ------------------ | ------------------ | ------------------ | ------------------ | ------------------ | ------------------ | ------------------ |
| Nummer                                                                | 21                                                                    | 10                                                                    | 4                                                                     | 4                                                                     | 3                                                                     | 2                                                                     | 2                                                                     | 3                                                                     | 5                                                                     | 6                                                                     | 9                                                                     | 16                                                                    | 23                                                                    | uit                                                                   | 41                 | 31                 | 27                 | 49                 | uit                | 89                 | 59                 | uit                |

| "We Will Rock You/We Are the Champions (Live at Wembley '86)" in de Nationale Hitparade - binnen: 20-06-1992 | "We Will Rock You/We Are the Champions (Live at Wembley '86)" in de Nationale Hitparade - binnen: 20-06-1992 | "We Will Rock You/We Are the Champions (Live at Wembley '86)" in de Nationale Hitparade - binnen: 20-06-1992 | "We Will Rock You/We Are the Champions (Live at Wembley '86)" in de Nationale Hitparade - binnen: 20-06-1992 | "We Will Rock You/We Are the Champions (Live at Wembley '86)" in de Nationale Hitparade - binnen: 20-06-1992 | "We Will Rock You/We Are the Champions (Live at Wembley '86)" in de Nationale Hitparade - binnen: 20-06-1992 | "We Will Rock You/We Are the Champions (Live at Wembley '86)" in de Nationale Hitparade - binnen: 20-06-1992 | "We Will Rock You/We Are the Champions (Live at Wembley '86)" in de Nationale Hitparade - binnen: 20-06-1992 | "We Will Rock You/We Are the Champions (Live at Wembley '86)" in de Nationale Hitparade - binnen: 20-06-1992 | "We Will Rock You/We Are the Champions (Live at Wembley '86)" in de Nationale Hitparade - binnen: 20-06-1992 | "We Will Rock You/We Are the Champions (Live at Wembley '86)" in de Nationale Hitparade - binnen: 20-06-1992 | "We Will Rock You/We Are the Champions (Live at Wembley '86)" in de Nationale Hitparade - binnen: 20-06-1992 | "We Will Rock You/We Are the Champions (Live at Wembley '86)" in de Nationale Hitparade - binnen: 20-06-1992 | "We Will Rock You/We Are the Champions (Live at Wembley '86)" in de Nationale Hitparade - binnen: 20-06-1992 |
| Week | 1 | 2 | 3 | 4 | 5 | 6 | 7 | 8 | 9 | 10 | 11 | 12 | |
| --- | --- | --- | --- | --- | --- | --- | --- | --- | --- | --- | --- | --- | --- |
| Nummer | 77 | 54 | 31 | 20 | 12 | 9 | 14 | 16 | 24 | 35 | 56 | 80 | uit |

## NPO Radio 2 Top 2000
| Nummer met noteringen in de NPO Radio 2 Top 2000 | '99 | '00 | '01 | '02 | '03 | '04 | '05 | '06 | '07 | '08 | '09 | '10 | '11 | '12 | '13 | '14 | '15 | '16 | '17 | '18 | '19 | '20 | '21 | '22 | '23 | '24 |
| ------------------------------------------------ | --- | --- | --- | --- | --- | --- | --- | --- | --- | --- | --- | --- | --- | --- | --- | --- | --- | --- | --- | --- | --- | --- | --- | --- | --- | --- |
| We Will Rock You                                 | 293 | 151 | 337 | 178 | 216 | 157 | 212 | 228 | 516 | 241 | 313 | 246 | 295 | 391 | 355 | 368 | 458 | 476 | 409 | 140 | 137 | 218 | 263 | 303 | 355 | 310 |

1. ↑  Een vetgedrukt getal geeft de hoogste notering aan.